# Rio Maritsa
O rio Maritsa, Maritza ou Evros (em búlgaro:  : Марица, em grego:  Εβρος, Évros, romantizado como Hebro, em turco:  Meriç ou Maric), nasce ao noroeste das montanhas de Rila no oeste da Bulgária. O Maritsa é o rio mais importante da Trácia e tem cerca de 480 km de comprimento. Passa pelo sudeste, entre os Balcãs e as montanhas Ródope, banhando Plovdiv, até Edirne, na Turquia, onde gira para sul para desaguar no mar Egeu perto de Enez, onde forma uma delta. Está situado na Macedônia Oriental - Trácia, e ao norte, é a fronteira Bulgária-Grécia e ao sul a fronteira Grécia-Turquia.
O rio Tundzha é seu afluente principal. O rio Arda é outro dos seus afluentes.
Uma pequena parcela da bacia hidrográfica do norte corre inteiramente pela Turquia. Foi desviada para a Turquia para impedir que a cidade de Edirne voltasse a ser território grego.
O baixo curso do Maritsa forma parte das fronteiras greco-búlgaras e greco-turcas.
O vale alto do Maritsa é a principal rota leste-oeste da Bulgária. Não é um rio navegável e é utilizado para a produção de energia e irrigação das terras.
A planície da antiga cidade de Dorisco (a 10 km da costa) estava situada no curso baixo do rio Maritsa.
O Maritsa é cantado pela artista francesa Sylvie Vartan na canção "La Maritza", onde ela o compara amorosamente com o rio Sena, declarando a importância daquele ao povo búlgaro e do último ao povo francês.
1. ↑  Correia, Paulo (Outono de 2022). «Turquia — apontamentos para ficha de país» (PDF). a folha — Boletim da língua portuguesa nas instituições europeias. Consultado em 2 de fevereiro de 2023